# Фиделити (Илиноис)
Фиделити (енгл. Fidelity) град је у америчкој савезној држави Илиноис.

## Демографија
По попису из 2010. године број становника је 114, што је 9 (8,6%) становника више него 2000. године.
| Група             | 2000.        | 2010.       |
| Белци             | 105 (100,0%) | 109 (95,6%) |
| Афроамериканци    | 0 (0,0%)     | 0 (0,0%)    |
| Азијати           | 0 (0,0%)     | 0 (0,0%)    |
| Хиспаноамериканци | 0 (0,0%)     | 0 (0,0%)    |
| Укупно            | 105          | 114         |